# Västra city
Västra city var projektnamnet på ny bebyggelse på Norrmalm och i Vasastaden i centrala Stockholm som planerades att byggas ovanpå järnvägsspåren som löper längs Klara sjös strand från Tegelbacken till Karlberg. Plats för den nya bebyggelsen var tänkt att skapas genom att järnvägsspåren skulle täckas över. Det nya området skulle enligt planerna få en varierad bebyggelse med kontor, bostäder och butikslokaler.
Drivande bakom projektet var förutom Stockholms kommun det statliga bolaget, tillika markägaren, Jernhusen. Arkitekt bakom förslaget är Rosenbergs Arkitekter i samarbete med WSP, SpaceScape och Paju Arkitektur & Landskap. Byggandet av det nya området beräknades att påbörjas 2012 och slutföras först på 2030-talet.
| Norra Bantorget med omgivning i förändring. Bilden till vänster är från 1939 och visar ett öppet stadslandskap med Holger Bloms busstation "Rotundan" i mitten. Bilden till höger visar nästan samma vy 70 år senare med en översiktsbild av området sedd från Barnhusbron mot söder. Till vänster den nya bebyggelsen mot Norra Bantorget med "Flat Iron Building" närmast (nominerat till Årets Stockholmsbyggnad 2010), i mitten Kungsbron och i bakgrunden Cityterminalen och Centralstationen. Stockholms bangård till höger och Klara kyrkas torn i bakgrunden är orienteringspunkter. Med den nya bebyggelsen kommer hela det öppna spårlandskapet försvinna och bebyggelsen nå ända fram till Klara sjö.Upphovsman till bilden från 1939 är stockholmsfotografen Gunnar Lundh.  |  | Norra Bantorget med omgivning i förändring. Bilden till vänster är från 1939 och visar ett öppet stadslandskap med Holger Bloms busstation "Rotundan" i mitten. Bilden till höger visar nästan samma vy 70 år senare med en översiktsbild av området sedd från Barnhusbron mot söder. Till vänster den nya bebyggelsen mot Norra Bantorget med "Flat Iron Building" närmast (nominerat till Årets Stockholmsbyggnad 2010), i mitten Kungsbron och i bakgrunden Cityterminalen och Centralstationen. Stockholms bangård till höger och Klara kyrkas torn i bakgrunden är orienteringspunkter. Med den nya bebyggelsen kommer hela det öppna spårlandskapet försvinna och bebyggelsen nå ända fram till Klara sjö.Upphovsman till bilden från 1939 är stockholmsfotografen Gunnar Lundh. |
| Norra Bantorget med omgivning i förändring. Bilden till vänster är från 1939 och visar ett öppet stadslandskap med Holger Bloms busstation "Rotundan" i mitten. Bilden till höger visar nästan samma vy 70 år senare med en översiktsbild av området sedd från Barnhusbron mot söder. Till vänster den nya bebyggelsen mot Norra Bantorget med "Flat Iron Building" närmast (nominerat till Årets Stockholmsbyggnad 2010), i mitten Kungsbron och i bakgrunden Cityterminalen och Centralstationen. Stockholms bangård till höger och Klara kyrkas torn i bakgrunden är orienteringspunkter. Med den nya bebyggelsen kommer hela det öppna spårlandskapet försvinna och bebyggelsen nå ända fram till Klara sjö. Upphovsman till bilden från 1939 är stockholmsfotografen Gunnar Lundh. |  | |

## Bakgrund
Västra city var ursprungligen Stockholms kommuns benämning på en del av Norrmalm kring  Stockholms centralstation och Cityterminalen. Enligt Stockholms stadsbyggnadskontors definition från 1996 begränsades området i norr av Olof Palmes Gata med dess förlängning över järnvägsområdet, i öster av Vasagatan, i söder av Riddarfjärden samt i väster av Klara Sjö. Området omfattar det centrala bangårdsområdet med centralstationen, kvarteren Klockan, Hasseln, Kortbyrån, Pennfäktaren, Terminalen, Tågordningen, Blekholmen, Bleket och Bangårdsposten med omgivande gator, platser och parker. I samma dokument föreslogs också att även området norr om Kungsbron skulle omfattas. Idag omfattar planerna för Västra city hela spårområdet från Tegelbacken, utefter Klara sjö, till Karlberg. Området ska enligt planernas däckas över och bebyggas med bostäder och kommersiella ytor med kontor, butiker och restauranger.
Fastigheter inklusive spårområden i Västra city ägs i huvudsak av staten genom Jernhusen AB, av Stockholms kommun samt av olika privata ägare. Stadsbyggnadskontoret betecknade i ett samråds- och remissförslag Västra citys kommunikationsläge som landets troligen bästa, ”en knutpunkt där kommunikationerna från världens, Europas och Sveriges städer strålar samman”. Området ingår i den så kallade Stenstaden, som i sin helhet är klassad som ett kulturhistoriskt särskilt värdefullt område.
Stadsbyggnadsnämnden i Stockholms kommun uppdrog redan 1996 åt Stadsbyggnadskontoret att upprätta ett planprogram för delar av området och att därvid utreda hur bostäder, arbetsplatser och kommersiell verksamhet skulle kunna integreras i området. Uppdraget utvidgades senare till att gälla hela Västra city. Förutom den nya bebyggelsen ingår också Citybanan i planerna, liksom ombyggnader av befintliga byggnader kring centralstationen.

## Bebyggelse
Projektet avsåg att göra området som idag består av spårområden och Klarastrandsleden tillgängligt och låta Norrmalms och Vasastadens stadsbebyggelse nå ända fram till Klara sjö. Genom området var en boulevard planerad att löpa. På grund av de stora ekonomiska kostnader som är förknippade med överdäckningen av järnvägen krävdes det högre byggnader än normalt i Stockholm för att göra projektet lönsamt. Enligt planerna skulle husen vara på mellan åtta och nio våningar. Det fanns även en 70–80 meter hög byggnad inplanerad, Klarabergs torn, som planerades att fungera som entré till pendeltågsstationen Stockholm city. Här planeras även Klarabergsplan.

## Tidsplanering
Stockholm fattade den 23 april 2009 beslutet om att påbörja planarbetet för Västra City. Planeringen byggde på att omvandlingen skulle genomföras i tre etapper. Den första etappen att påbörjades 2012, i den ingick ursprungligen en högre byggnad som sedan resulterade i bygget av Hotel Continental. Nästa etapp var beräknad att påbörjas 2020 efter att Citybanan var färdigställd. I etappen skulle Stockholms city att utvidgas till området kring centralstationen. I den andra etappen ingick bland annat 500-700 nya bostadslägenheter. Den tredje etappen beräknades att vara färdig kring 2030 och innefatta hela spårområdet mellan Tegelbacken och Karlberg.
Kostnaden för det nya området beräknades 2009 till 10-15 miljarder kronor, en betydande del av kostnaden avser överdäckningen av spårområdet som är komplicerad och kostsam.

## Befintliga byggnader
Flera olika byggnader har färdigställts som följer de tidigare planerna för att bebygga området. Sträckan mellan Kungsbron och Barnhusbron har bebyggts med fyra nya stadskvarter mellan de gamla kvarteren och järnvägsspåren, och längst i söder nära Tegelbacken och Klara sjös utlopp i Riddarfjärden uppfördes Stockholm Waterfront.

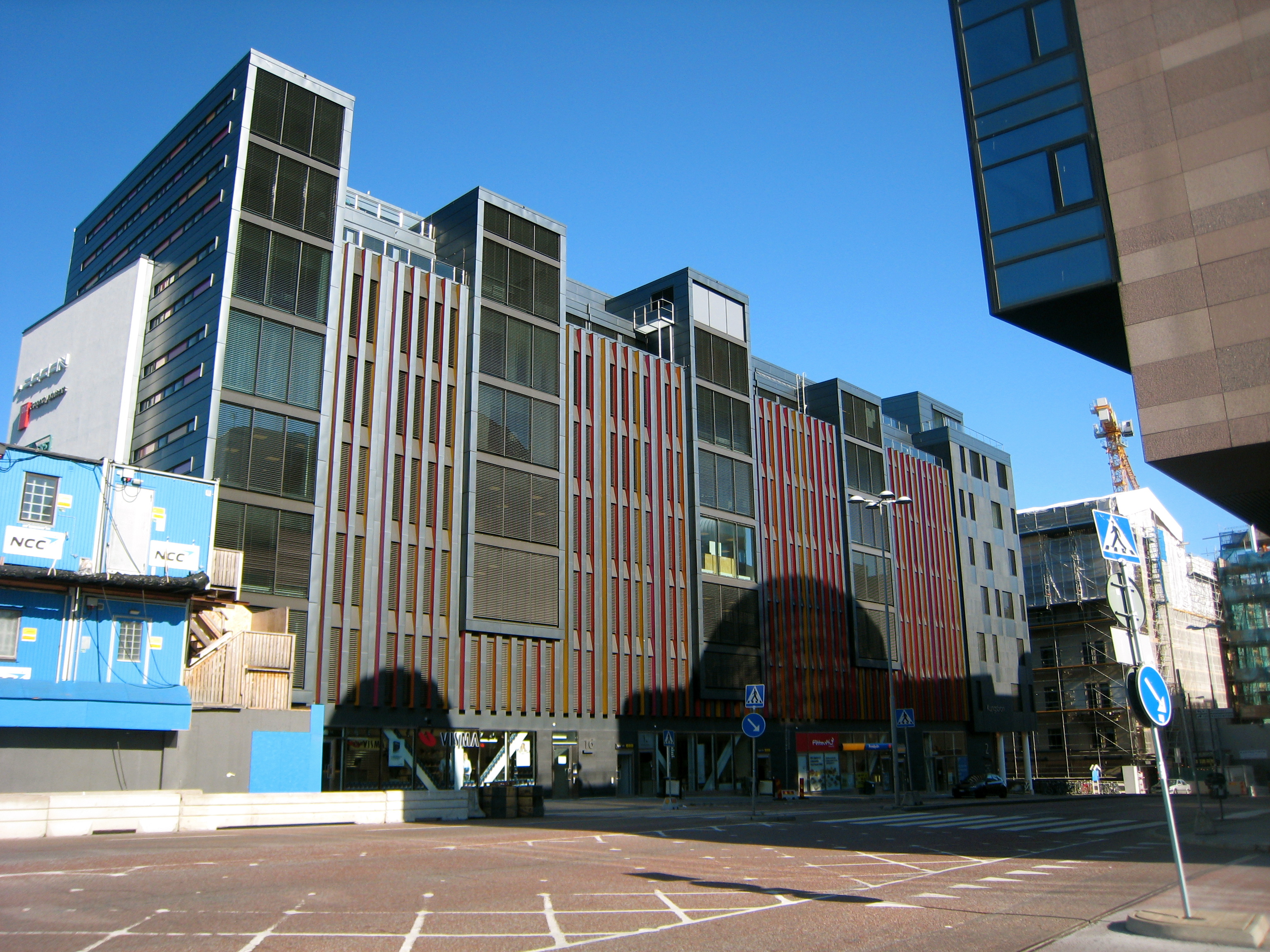
Fastigheten Kungsbron sedd från Kungsbron.
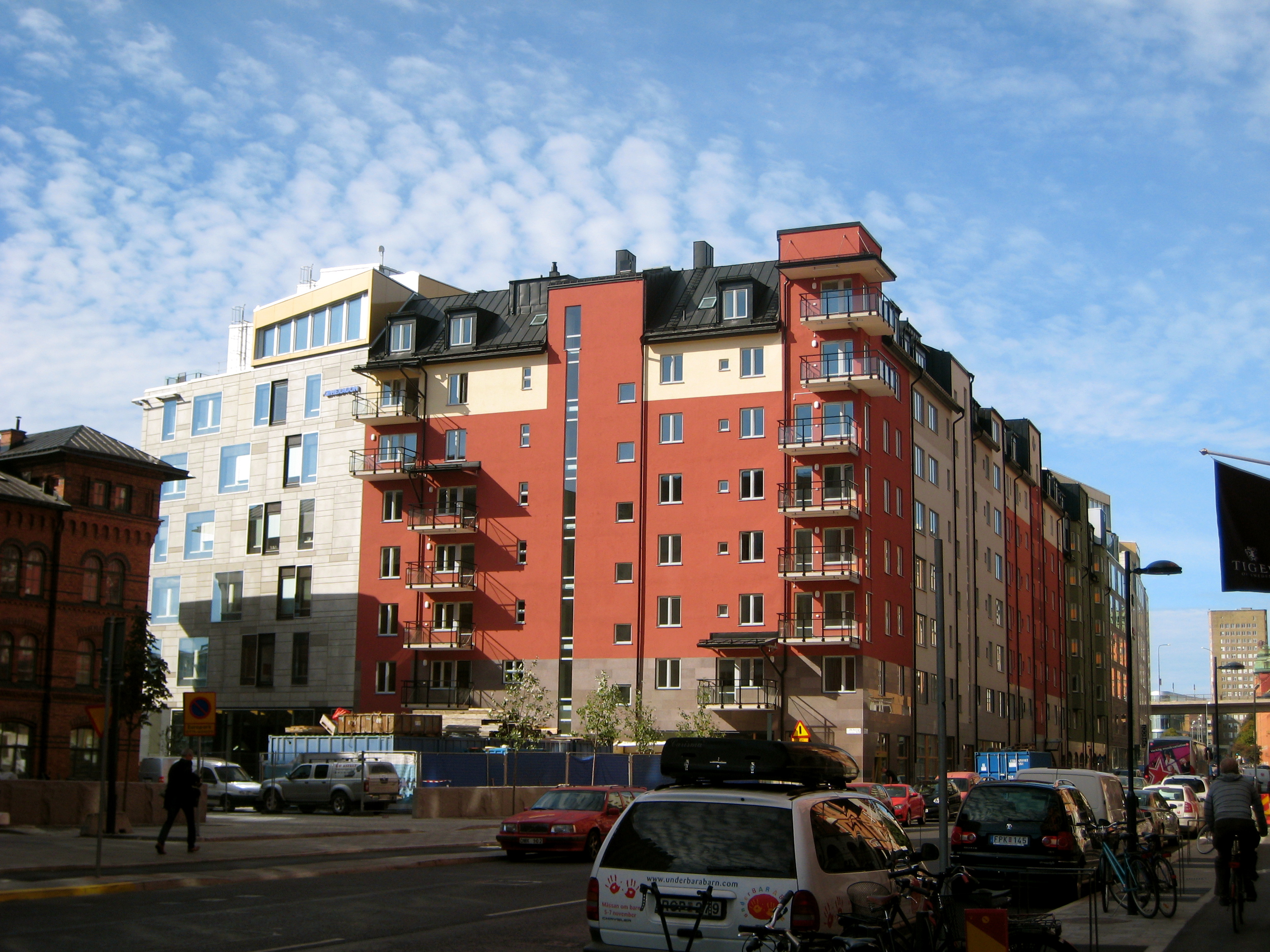
Den nya bebyggelsen mellan Norra Bantorget och Barnhusbron.
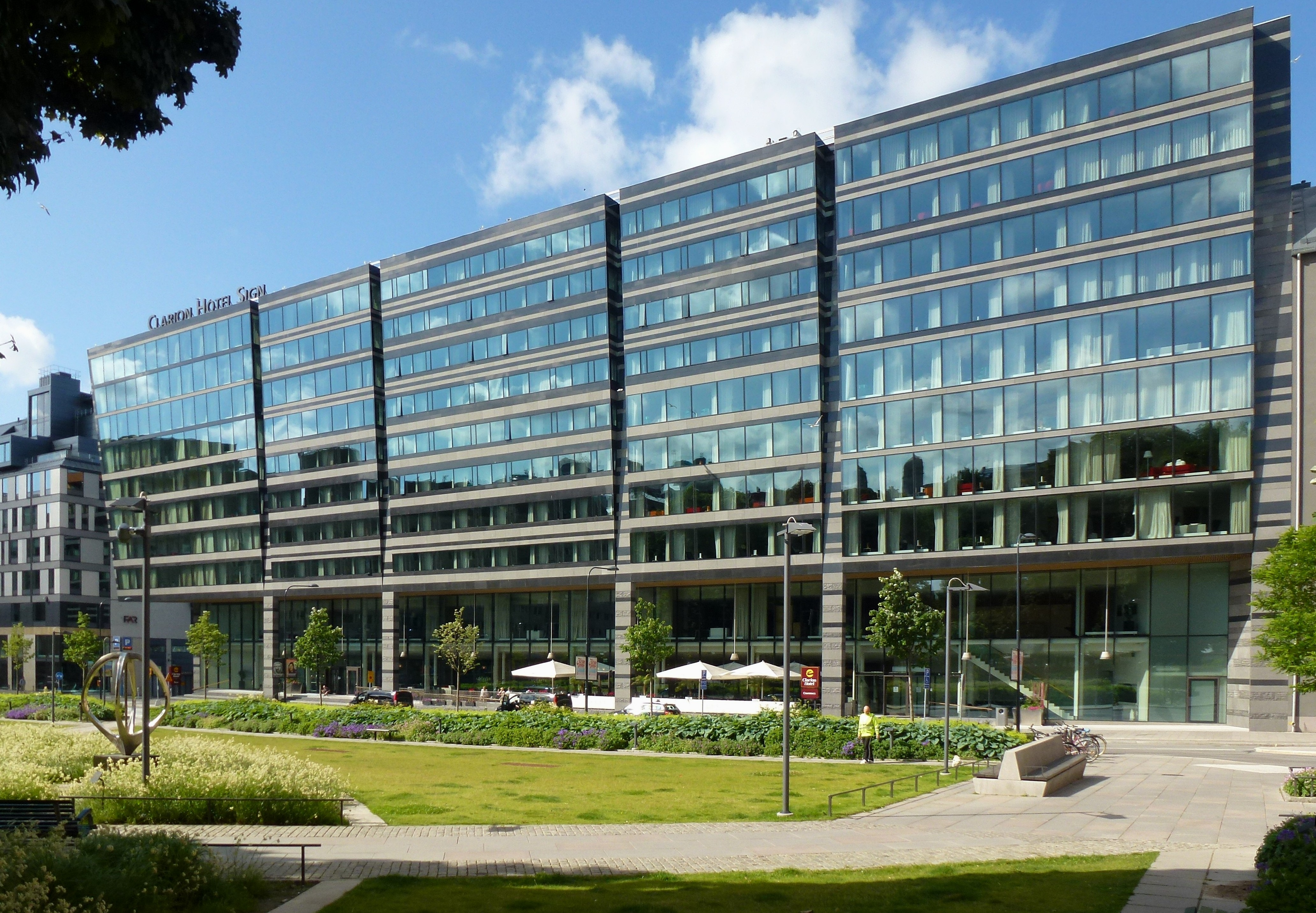
Clarion Hotel Sign fasad mot Norra Bantorget.
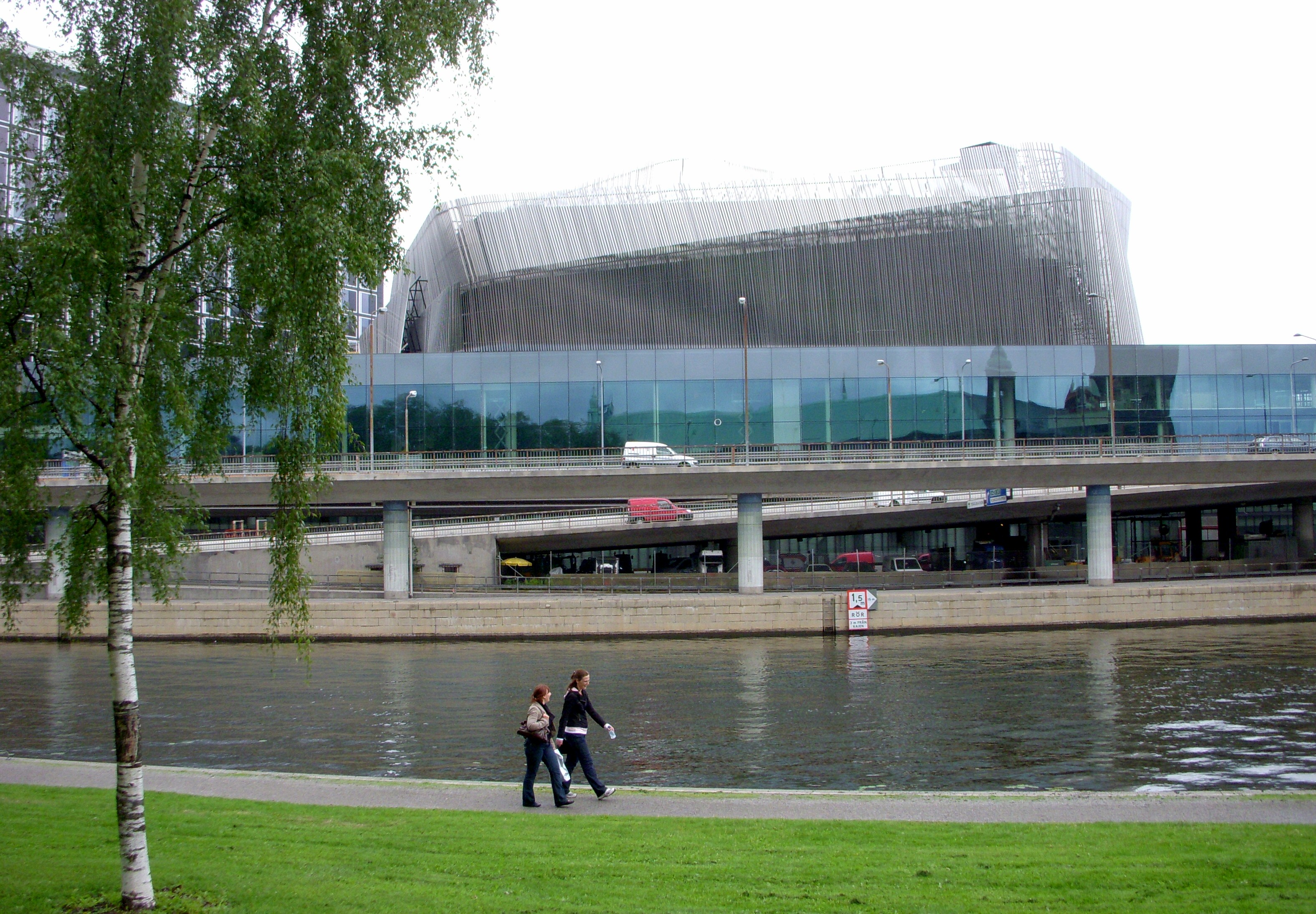
Stockholm Waterfront, kongressdelen.